# Georg Conräder
Georg Conräder, född den 8 maj 1838 i München, död den 2 januari 1911 i Abbazia, var en tysk målare.
Conräder var lärjunge till Piloty, vars teknik hade starkt inflytande på hans kolorit. Han blev känd och erkänd genom en bild av Tilly i Leipzig aftonen före slaget vid Breitenfeld (1859; Hamburgs konsthall). År 1860 flyttade han till Weimar såsom lärare i dess konstskola, och där målade han Kartagos förstöring, för Maximilianeum i München, till vilken stad han återvände 1862 och vid vars konstakademi han blev professor. Där utförde han dels en fresk, Stiftandet av Münchens vetenskapsakademi, dels Tasso i fängelse, Charlotte Corday, som låter porträttera sig före sin avrättning (1869), Maria Stuart och Rizzio på Holyroods slott i Edinburgh med flera.